# TSC Viktoria Wilhelmsburg-Veddel
TSC Viktoria Wilhelmsburg-Veddel was een Duitse voetbalclub uit het Hamburgse stadsdeel Wilhelmsburg. De club ontstond in 1974 door een fusie tussen TSV Veddel en Wilhelmsburger FC Viktoria 1910. In 2003 fusioneerde de club op zijn beurt met Wilhelmsburger SV 93 en TV Jahn 1895 en werd zo SV Wilhelmsburg.

## Geschiedenis

### FC Viktoria 1910 Wilhelmsburg
Op 5 juni 1910 werd Wilhelmsburger Fußball Club boven de doopvont gehouden. Nauwelijks enkele weken later werd Fußball Club Wilhelmsburg opgericht. Omdat beide clubs problemen hadden om een volledig elftal op te stellen fusioneerden ze nog datzelfde jaar tot Wilhelmsburger Fußball Club Viktoria. In 1921 werd de club kampioen in de tweede klasse en promoveerde zo naar de competitie van Groot-Hamburg. De club eindigde op een zesde plaats. Na dit seizoen werd de club overgeheveld naar de nieuw opgerichte competitie van Noord-Hannover. Viktoria werd meteen vicekampioen achter Borussia Harburg.
Een eerste titel volgde in 1926/27. Hierdoor stootte de club door naar de Noord-Duitse eindronde, maar verloor hier in de eerste ronde van Holstein Kiel. Het volgende seizoen werd de eindronde nipt gemist na een vicetitel achter VfR 1907 Harburg. In 1929/30 eindigde de club bovenaan de rangschikking samen met plaatselijke rivaal FV 1909. In de play-off om de titel moest de club echter zijn meerdere erkennen in FV 1909. Na twee vicetitels werd de club opnieuw kampioen in 1932/33. In de eindronde kon de club echter geen potten breken. Door deze titel kwalificeerde de club zich voor de nieuwe Gauliga Nordmark.
De Nationaalsocialistische Duitse Arbeiderspartij, die aan de macht gekomen was in Duitsland schafte alle regionale competities in Noord-Duitsland af en voerde één hoogste klasse in. Viktoria was de enige uit de zwakke competitie van Noord-Hannover die zich kwalificeerde en kwam nu terecht in een poule met de sterkere clubs uit Hamburg en Kiel. Toch werd de club knap vierde in het eerste seizoen. Na dit seizoen werd de club overgeheveld naar de Gauliga Niedersachsen en eindigde daar op een degradatieplaats. In 1937 werd de club kampioen en nam deel aan de eindronde om promotie, maar werd laatste en bleef in de tweede klasse.
Na de Tweede Wereldoorlog speelde de club in de hogere amateurklassen van Hamburg totdat de club fusioneerde in 1974.

### TSV Veddel
Op 21 januari 1888 werd in het Hamburgse stadsdeel Veddel de turnclub Veddeler Turnverein opgericht. In 1901 werd de voetbalclub FC Hansa auf der Veddel opgericht. Deze club nam in 1905 de naam Sportclub Hermannia aan en werd ook actief in andere sporttakken. In 1939 fusioneerden Veddeler TV en Hermannia tot Veddeler Turn- und Sportverein Hermannia von 1888. In 1944 ging de club voor één seizoen een fusie aan met Komet Hamburg en speelde zo voor het eerst in de hoogste klasse. Na de Tweede Wereldoorlog werd de club weer zelfstandig.
Na de Tweede Wereldoorlog werden alle Duitse sportclubs ontbonden. De club werd aanvankelijk niet heropgericht, maar in 1946 werd TSV Veddel opgericht en deze club werd officieel erkend als de opvolger van Veddeler TuSpo Hermannia.
TSV Veddel was in het handbal een stuk succesvoller als in het voetbal en speelde enkele keren de Noord-Duitse eindronde en was een van de sterkste clubs uit Hamburg.